# La Guerre du Royal Palace
 (octobre 2014).
Si vous disposez d'ouvrages ou d'articles de référence ou si vous connaissez des sites web de qualité traitant du thème abordé ici, merci de compléter l'article en donnant les références utiles à sa vérifiabilité et en les liant à la section « Notes et références ».
Pour plus de détails, voir Fiche technique et Distribution.
La Guerre du Royal Palace est un téléfilm français réalisé par Claude-Michel Rome, diffusé le 18 septembre 2012 sur France 3, qui a fait partie de la sélection en compétition officielle du 14e Festival de la fiction TV de la Rochelle (Charente-Maritime), qui s'est tenu du 12 au 16 septembre 2012, dans la catégorie Téléfilms Comédies.

## Synopsis
1940. La France vient de perdre la drôle de guerre et les Allemands entrent dans Paris, installant leurs QG dans les différents Palaces de la ville. Bien contre son gré Maxime Verdier, le directeur du Royal Palace, doit supporter cette occupation et met tout son personnel à la disposition de "D'Artagnan" dont le réseau de résistants récupère des informations dans tous les Palaces occupés. Cela, pendant que Marion Verdier, sa fille, multiplie les 400 coups pour mener la vie dure aux Allemands et que son frère François, qui collabore, vient passer le réveillon de Noël au Royal Palace avec son groupe, ce qui n'arrange pas Maxime Verdier ni leur mère à tous deux, Hortense. Commence alors un chassé-croisé ahurissant et drôle, les Allemands cherchant à découvrir qui se cache sous le nom de code D'Artagnan et les Français à récupérer la machine à coder Enigma sur ordre des Alliés, et où tout le monde n'est pas forcément ce qu'il prétend être alors que le Führer est annoncé pour le soir du réveillon de Noël...

## Fiche technique
- Réalisation : Claude-Michel Rome
- Scénario : Claude-Michel Rome
- Compositeur : La Belle Équipe, Frédéric Porte
- Directeur de la photographie : Bernard Déchet
- Chef décorateur : Dominique Treibert
- Ingénieur du son : Stéphane Bucher
- Montage : Stéphanie Mahet, Alain Primot
- Costumes : Chouchane Abello Tcherpachian, Cécile Dulac
- Date de diffusion : 18 septembre 2012 sur France 3
- Durée : 100 minutes
- Genre : Comédie

## Distribution
- Daniel Russo : Maxime Verdier
- Michel Leeb : François Verdier
- Claire Maurier : Hortense Verdier
- Anne Jacquemin : Solange Verdier & Rose-Marie Verdier [La sœur]
- Alice Isaaz : Marion Verdier
- Dominique Pinon : le colonel Otto Strudel
- Pierre Kiwitt : le lieutenant Johan Brandt
- Jean-Philippe Lafont : le général Wolfgang Sternitz
- Michel Crémadès : Anatole Mandrin
- Camille Solal : Olga Jacobsen
- Ludovic Pinette : Le maitre d'hôtel
- Philippe Ambrosini : Adolf Hitler
- Patrice Zonta : narrateur
- Xavier Letourneur : Paul le Chef des cuisines